# Brockville Atlas Auto

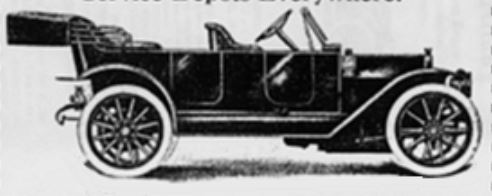
Brockville-Atlas Model A

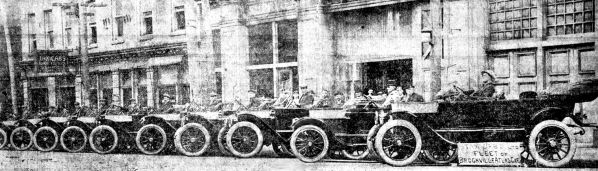
Taxis der Marke Brockville-Atlas der Firma Taxicabs Limited, Jarvis Street, Toronto (1913).

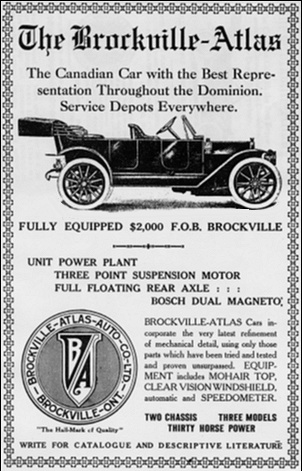
Anzeige des Unternehmens

Brockville Atlas Auto Co. Ltd. war ein kanadischer Hersteller von Automobilen.

## Vorgeschichte
Die Ursprünge liegen in der Carriage Factories (vorher Canada Carriage Company), die 1911 ein Modell von der Metzger Motor Car Company herstellten und als Brockville 30 anboten.

## Unternehmensgeschichte
Das Unternehmen wurde 1911 gegründet, ebenfalls in Brockville. Die Entwicklung eines eigenen Modells begann, dass 1912 als Brockville-Atlas auf den Markt kam. Ende 1914 lief die Produktion aus, auch als Folge des Ersten Weltkriegs. Insgesamt entstanden etwa 300 Fahrzeuge.
Von 1916 bis 1921 nutzte Canadian Briscoe Motor das Werk.

## Fahrzeuge
Das erste Modell hatte einen Motor von Atlas Engine Works aus Indianapolis, was Einfluss auf den Markennamen hatte. Der Vierzylindermotor leistete 40 PS. Weitere Teile für Fahrgestell und Technik wurden ebenfalls importiert. Zur Wahl standen Aufbauen als Tourenwagen, Roadster und Landaulet. Die Karosserien bestanden anfangs aus Holz. 1914 gab es Versuche mit Karosserien aus Stahl, die wenig erfolgreich waren.
Ein weiteres Modell von 1914 hatte einen Sechszylindermotor von der Rutenber Motor Company.